# I6 (spoorwegrijtuig)
I6 is de benaming voor een serie rijtuigen van de Belgische spoorwegen. De rijtuigen werden van 1977 tot 1978 gebouwd voor de nationale en internationale treindienst.
De serie bestond aanvankelijk uit 20 eersteklasrijtuigen (A9) en 60 tweedeklasrijtuigen (B11) en maken deel uit van de Europese eenheidsserie rijtuigen die door verschillende landen werd aangeschaft onder de noemer Eurofima. In 1989 werden 15 tweedeklasrijtuigen in de centrale werkplaats te Mechelen omgebouwd tot ligrijtuigen met 60 ligplaatsen (Bc10). Overdag kunnen deze rijtuigen ook als zitrijtuig worden gebruikt, waarbij het onderste bed als zitbank dient en de bovenste bedden tegen de wand geklapt zijn. De ligrijtuigen zijn uiterlijk te herkennen aan de donkerblauwe kleurstelling met een roze band onder de ramen.

## Inzet
De rijtuigen worden voornamelijk ingezet op de IC-16 tussen Brussel en Luxemburg. Sinds 1987 worden de I6-rijtuigen samen met de I10-rijtuigen gebruikt. Met de komst van de I11-rijtuigen in 1995 worden de I6-rijtuigen meer voor secundaire diensten gebruikt. De ligrijtuigen werden tussen 2000 en 2015 niet meer voor internationale nachttreinen gebruikt en stonden in die tussentijd werkeloos aan de kant, of werden als versterkingsrijtuigen in spitstreinen ingezet. Incidenteel werden de I6- en I10-rijtuigen ook gebruikt voor de Beneluxtrein tussen Brussel en Amsterdam, getrokken door een Traxx-locomotief.
In november 2013 werden 6 rijtuigen bij Hamburg-Köln-Express (HKX) tussen Hamburg en Keulen ingezet.
De I6-ligrijtuigen werden tevens ingezet voor de Treski-nachttreinen tussen Brussel-Zuid en Landeck/Bischofshofen in Oostenrijk.

## Modernisering
In 2017 is besloten om 42 I6-rijtuigen (zowel eerste, als tweede klasse) te renoveren. Het is de bedoeling dat deze rijtuigen dan worden ingezet tussen Brussel en Luxemburg en tussen Brussel en Amsterdam, ook kunnen sommige rijtuigen verhuurd worden aan firma's in het buitenland.
De ligrijtuigen werden niet opgenomen in het moderniseringsprogramma, en werden te koop aangeboden. De I6-rijtuigen verlieten op 29 mei 2019 de bundel van Oostende om te worden geleverd aan een spoorwegbedrijf in Praag (Tsjechië). In 2022 zijn een drietal rijtuigen opgeknapt en weer in gebruik voor de Slowaakse spoorwegmaatchappij ŽSSK.

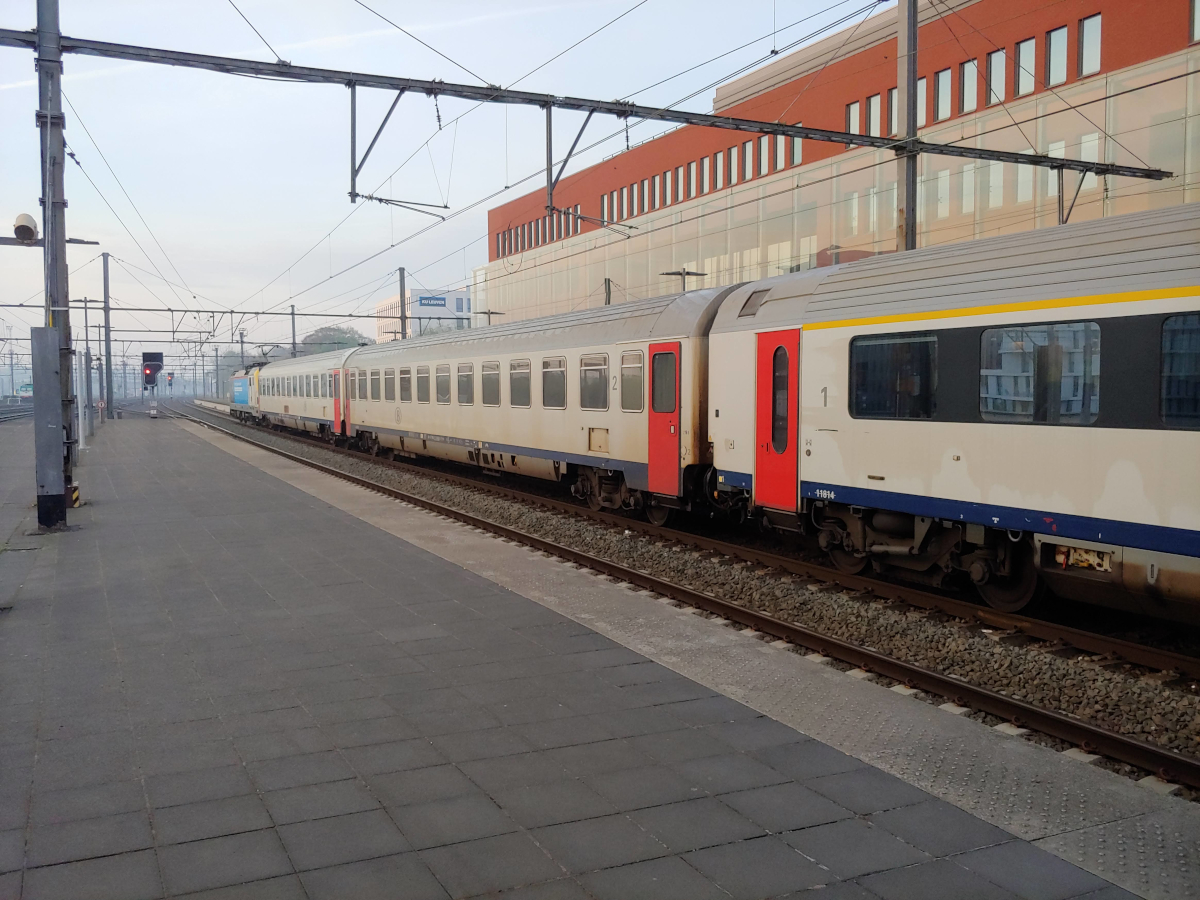
I6-rijtuigen in New Look-stijl in combinatie met I11-rijtuigen
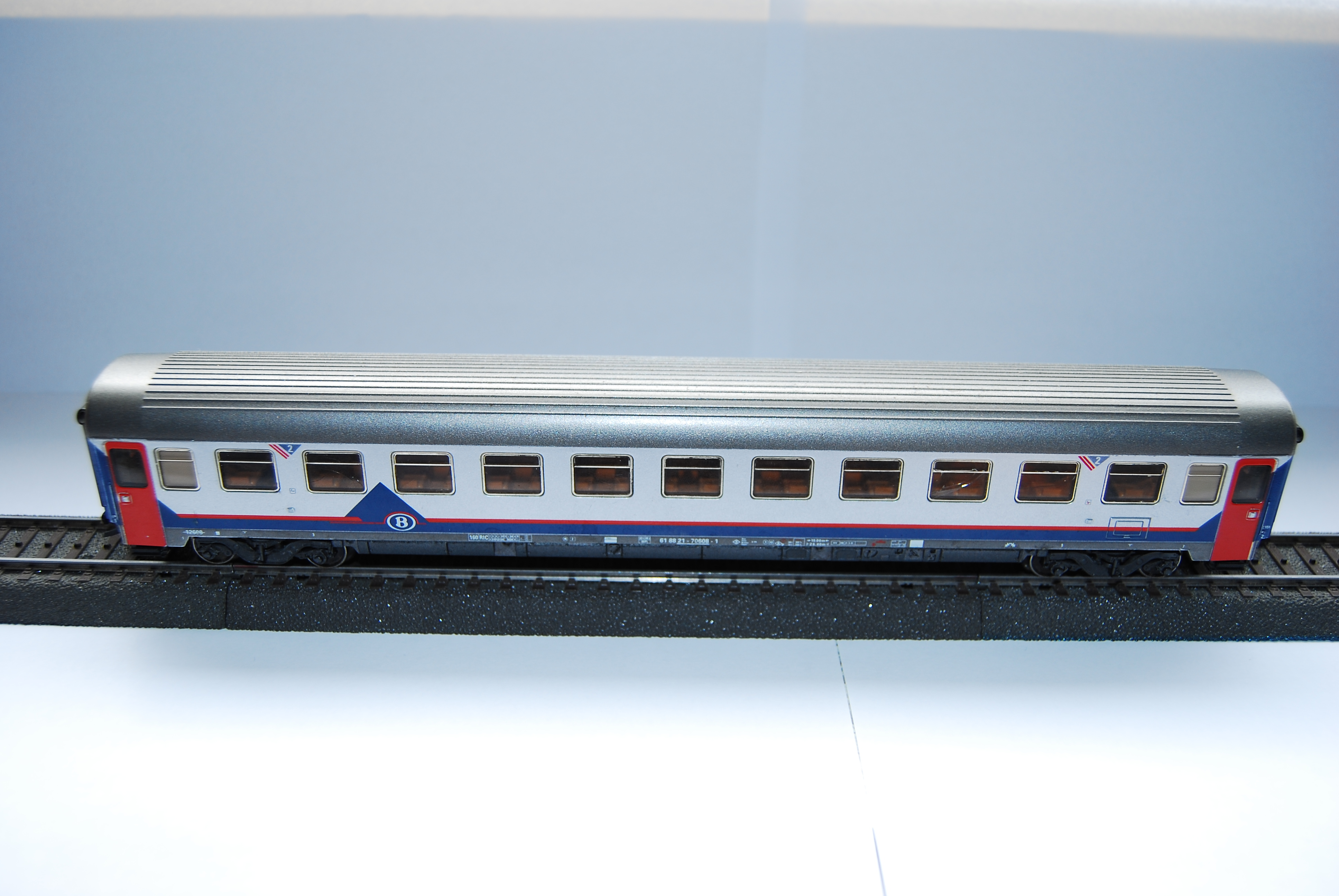
Een I6-rijtuig van Märklin, 2de klasse, in Memling-kleurstelling.
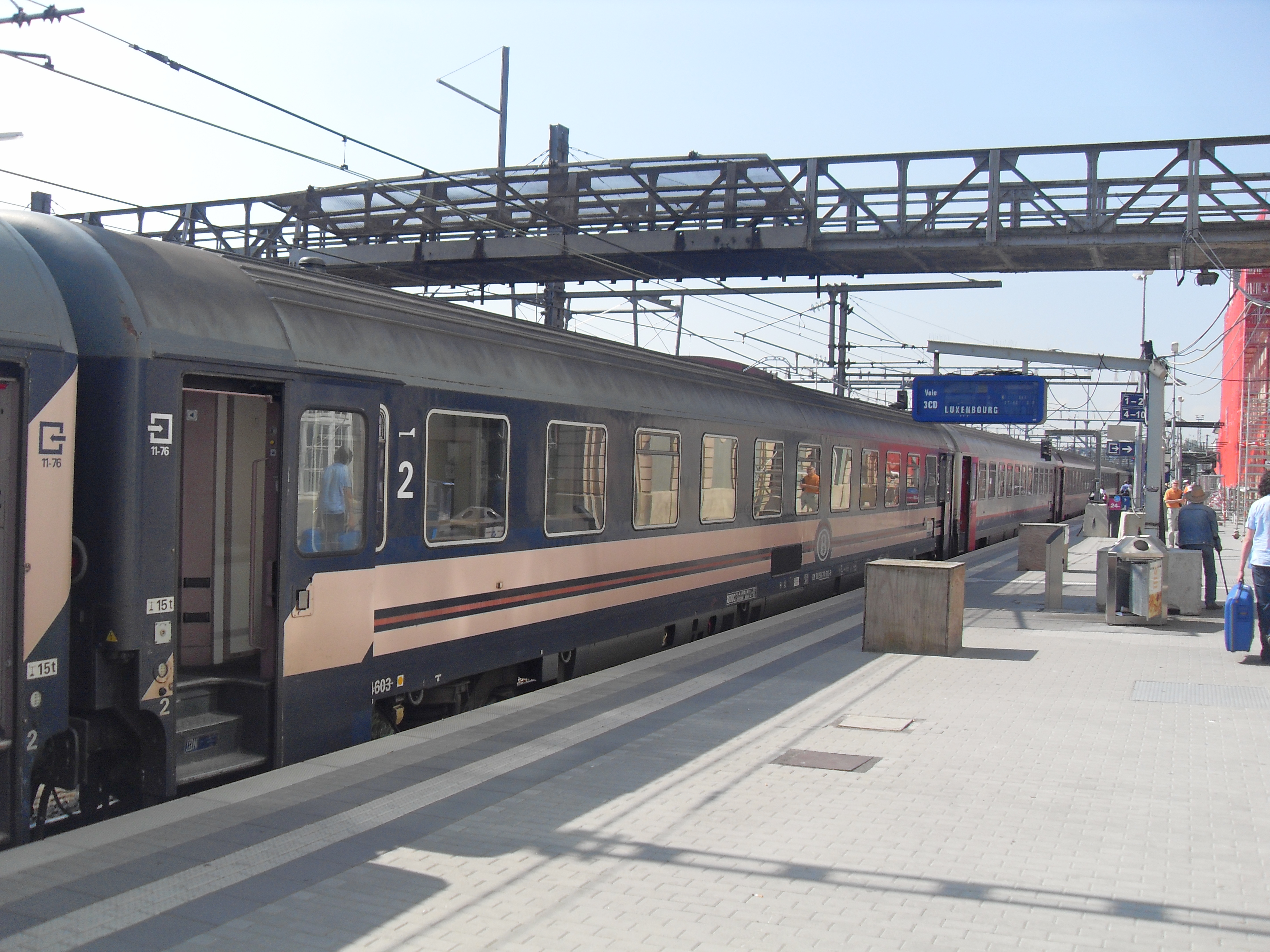
Een I6bc, een voormalige B11 omgebouwd tot slaaprijtuig.
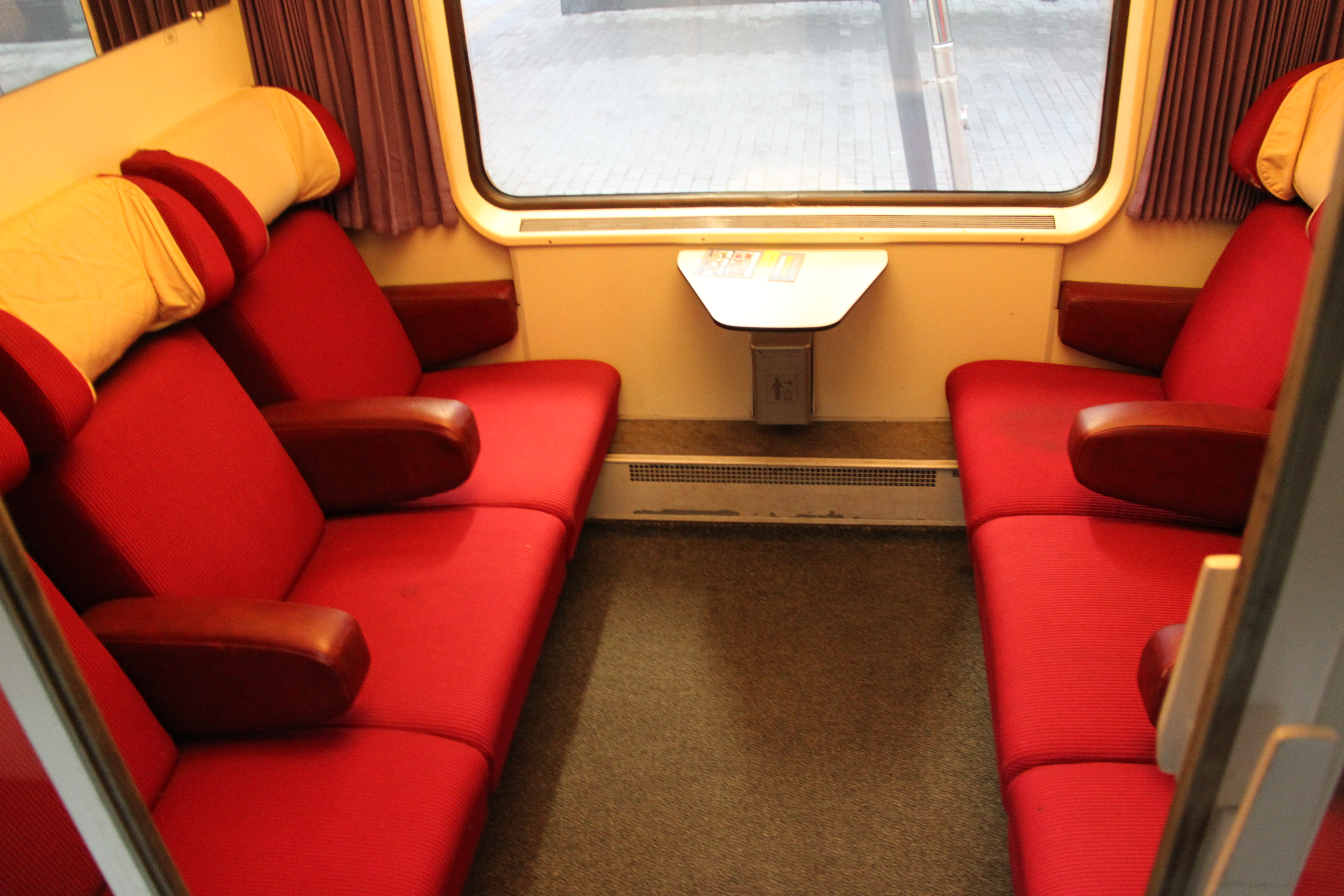
Interieur 1e klasse I6-A9.